# Elaeocarpus kasiensis
Elaeocarpus kasiensis är en tvåhjärtbladig växtart som beskrevs av Albert Charles Smith. Elaeocarpus kasiensis ingår i släktet Elaeocarpus och familjen Elaeocarpaceae. Inga underarter finns listade i Catalogue of Life.